# Fritz Schütze
Fritz Schütze (* 10. Januar 1944 in Augsburg) ist ein deutscher Soziologe. Er lehrte als Professor für Allgemeine Soziologie/Mikrosoziologie an der Otto-von-Guericke-Universität Magdeburg und arbeitete als geschäftsführender Direktor des Instituts für Soziologie.

## Werdegang
Von 1964 bis 1972 studierte Fritz Schütze Soziologie, Philosophie und Allgemeine Sprachwissenschaft an der Universität Münster. Zudem war er von 1970 bis 1972 wissenschaftlicher Angestellter an der Universität Bielefeld. Nach seiner Promotion im Jahre 1972 zum Dr. phil. (Hauptfach Soziologie) war er an der Universität Bielefeld als wissenschaftlicher Assistent tätig. Schütze hatte in den Jahren 1978 und 1979 einen Forschungsaufenthalt am Department of Social and Behavioral Sciences der University of California, San Francisco (bei Anselm Strauss) mit einem Habilitationsstipendium der DFG. Seine Habilitation (kumulativ) mit der Gesamtthematik „Kommunikative Sozialisationsforschung“ erfolgte 1980 an der Fakultät für Soziologie der Universität Bielefeld.
Daran anschließend war er 14 Jahre lang als Universitätsprofessor für qualitative Verfahren der empirischen Sozialforschung am Fachbereich Sozialwesen der Gesamthochschule Kassel (GhK) tätig und ab 1987 hatte er Zweitmitgliedschaft im Fachbereich Gesellschaftswissenschaft der GhK. Schütze bildete sich in den Jahren 1984 bis 1985 durch einen Forschungsaufenthalt am Institute for Advanced Study in Princeton weiter. Von 1993 bis zu seiner Emeritierung im Jahre 2009 lehrte er als Universitätsprofessor für Soziologie/Mikrosoziologie an der Otto-von-Guericke-Universität Magdeburg.

## Arbeitsschwerpunkte
Zu seinen Forschungs- und Arbeitsschwerpunkten zählen die Biographieanalyse, die Analyse sozialer Welten und die Analyse professionellen Handelns. Schütze entwickelte als Forschungsmethode das Narrative Interview, das in seiner Anwendung in den Sozialwissenschaften verbreitet ist.
Fritz Schütze hat, anknüpfend an die Arbeiten der US-amerikanischen Soziologen Everett C. Hughes und Anselm Strauss und in enger Zusammenarbeit mit dem deutschen Soziologen Gerhard Riemann, den interaktionistischen Ansatz der Professionssoziologie entwickelt.

## Schriften
- mit Werner Kallmeyer: Konversationsanalyse, in: Studium der Linguistik 1/76, S. 1–28.
- Zur Hervorlockung und Analyse von Erzählungen thematisch relevanter Geschichten im Rahmen soziologischer Feldforschung – dargestellt an einem Projekt zur Erforschung kommunaler Machtstrukturen, in: Arbeitsgruppe Bielefelder Soziologen: Kommunikative Sozialforschung – Alltagswissen und Alltagshandeln, Gemeindemachtforschung, Polizei, Politische Erwachsenenbildung, München: Fink, S. 159–260 1978
- Prozeßstrukturen des Lebensablaufs, in: Joachim Matthes, Arno Pfeifenberger, Manfred Stoßberg (Hg.) Biographie in handlungswissenschaftlicher Perspektive. Kolloquium am Sozialwissenschaftlichen Forschungszentrum ErlangenNürnberg, Nürnberg: Verlag der Nürnberger Forschungsvereinigung e.V., S. 67–157. 1981
- Biographieforschung und narratives Interview, in: Neue Praxis (3). S. 283–294. 1983
- Kognitive Figuren des autobiographischen Stegreiferzählens, in: Kohli, Martin / Robert, Günther (Hrsg.): Biographie und soziale Wirklichkeit. Stuttgart:  Metzler. S. 78–117. 1984
- Professionelles Handeln, wissenschaftliche Forschung und Supervision, in: N. Lippenmeier (Hg.): Beiträge zur Supervision, Bd. 3 (Arbeitskonferenz „Theorie der Supervision“, WS 83/84) Kassel: Verlag der Universität-GHK. 1984
- Das narrative Interview in Interaktionsfeldstudien 1. Fernuniversität-Gesamthochschule,  Hagen 1987
- Professional Schools: Ein Entwicklungspotential für die Zukunft der GHK, Gießhausgespräche (8), Kassel: Verlag der Universität-GHK.
- Kollektive Verlaufskurve und kollektiver Wandlungsprozeß. Dimensionen des Vergleichs von Kriegserfahrungen amerikanischer und deutscher Soldaten im Zweiten Weltkrieg, in: BIOS 1/89, S. 31–109.
- Sozialarbeit als „bescheidene“ Profession, in: Dewe, Bernd/Ferchhoff, Wilfried/Radtke, Frank-Olaf (Hrsg.): Erziehen als Profession: Zur Logik professionellen Handelns in pädagogischen Feldern. Opladen: Leske + Budrich, S. 132–170. 1992
- Strukturen des professionellen Handelns, biographische Betroffenheit und Supervision, in: Supervision, 26, 10–39. 1994
- Organisationszwänge und hoheitsstaatliche Rahmenbedingungen im Sozialwesen. Ihre Auswirkungen auf die Paradoxien des professionellen Handelns, in: Combe, Arno/Helsper, Werner (Hrsg.): Pädagogische Professionalität. Untersuchungen zum Typus pädagogischen Handelns. 3. Auflage, Frankfurt/Main: Suhrkamp, S. 183–275. 1999
- Schwierigkeiten bei der Arbeit und Paradoxien des professionellen Handelns. Ein grundlagentheoretischer Aufriß, in: Zeitschrift für qualitative Bildungs-, Beratungs- und Sozialforschung (1), 1/2000: S. 49–96.
- Professionalität und Professionalisierung in pädagogischen Handlungsfeldern: Soziale Arbeit. Opladen & Toronto: Barbara Budrich / utb. 2021